# Julia Liwilla

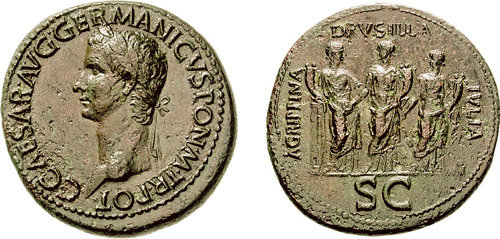
Kaligula i jego trzy siostry

Julia Liwilla (łac. Iulia Livilla, ur. 18, Lesbos; zm. 42, Pandateria) – najmłodsza córka Germanika i Agrypiny Starszej. Siostra Agrypiny Młodszej, Julii Druzylli i Kaliguli.
Urodziła się na wyspie Lesbos w trakcie podróży Germanika do prowincji wschodnich. Na życzenie Tyberiusza poślubiła w 33 n.e. Marka Winicjusza, konsula w 30 roku. 
W 37 n.e. jej brat Kaligula został cesarzem. Według Swetoniusza utrzymywał z Liwillą, tak jak i z pozostałymi dwiema siostrami, stosunki kazirodcze. W 39 n.e. została oskarżona przez Kaligulę o udział w spisku przeciwko niemu - później w 41 n.e. w zabójstwie cesarza uczestniczył jej mąż. Na czele spisku stanął dowodzący legionami w Germanii Górnej - Getulik, a po zabiciu Kaliguli senat miał ogłosić cesarzem Marka Emiliusza Lepidusa, męża jej siostry, Julii Druzylli. Kaligula odkrył spisek i udał się osobiście do Galii. Po przybyciu do Moguncji, kwatery głównej Getulika, natychmiast stracono tego ostatniego oraz Marka Emiliusza Lepidusa. Siostry cesarza: Agrypina i Liwilla, także oskarżone o udział w spisku, zostały skazane na wygnanie. 
W 41 n.e. jej stryj - nowy cesarz Klaudiusz odwołał ją z wygnania i zwrócił jej majątek.
W 41 n.e. wskutek intryg cesarzowej Messaliny, urażonej tym, że Liwilla nie oddaje jej właściwych honorów ani nie przypochlebia się, a zarazem zazdrosnej o wpływy nieprzeciętnie pięknej kobiety na Klaudiusza, Liwilla została oskarżona przez cesarza o różne przewinienia, między innymi o romans z filozofem Seneką. Została skazana na wygnanie nie otrzymawszy żadnej możliwości obrony. Została zamordowana w 42 n.e., na wyspie Pandateria (miejscu swojego zesłania), na rozkaz Klaudiusza.

## Wywód przodków
| 4. Druzus Starszy  |  |                     |  |  |                  |
|                    |  | 2. Germanik         |  |  |                  |
| 5. Antonia Młodsza |  |                     |  |  |                  |
|                    |  |                     |  |  | 1. Julia Liwilla |
| 6. Marek Agrypa    |  |                     |  |  |                  |
|                    |  | 3. Agrypina Starsza |  |  |                  |
| 7. Julia Starsza   |  |                     |  |  |                  |
|                    |  |                     |  |  |                  |